# 反对伊拉克战争的抗议
2003年年初，成千上万的反戰人士，对美國和英國為首的聯軍，对伊拉克发动战争的游行在全球各地展开，很多的标语、口号都曾经是二十世纪六七十年代在美国举行的反越战游行中使用过的。

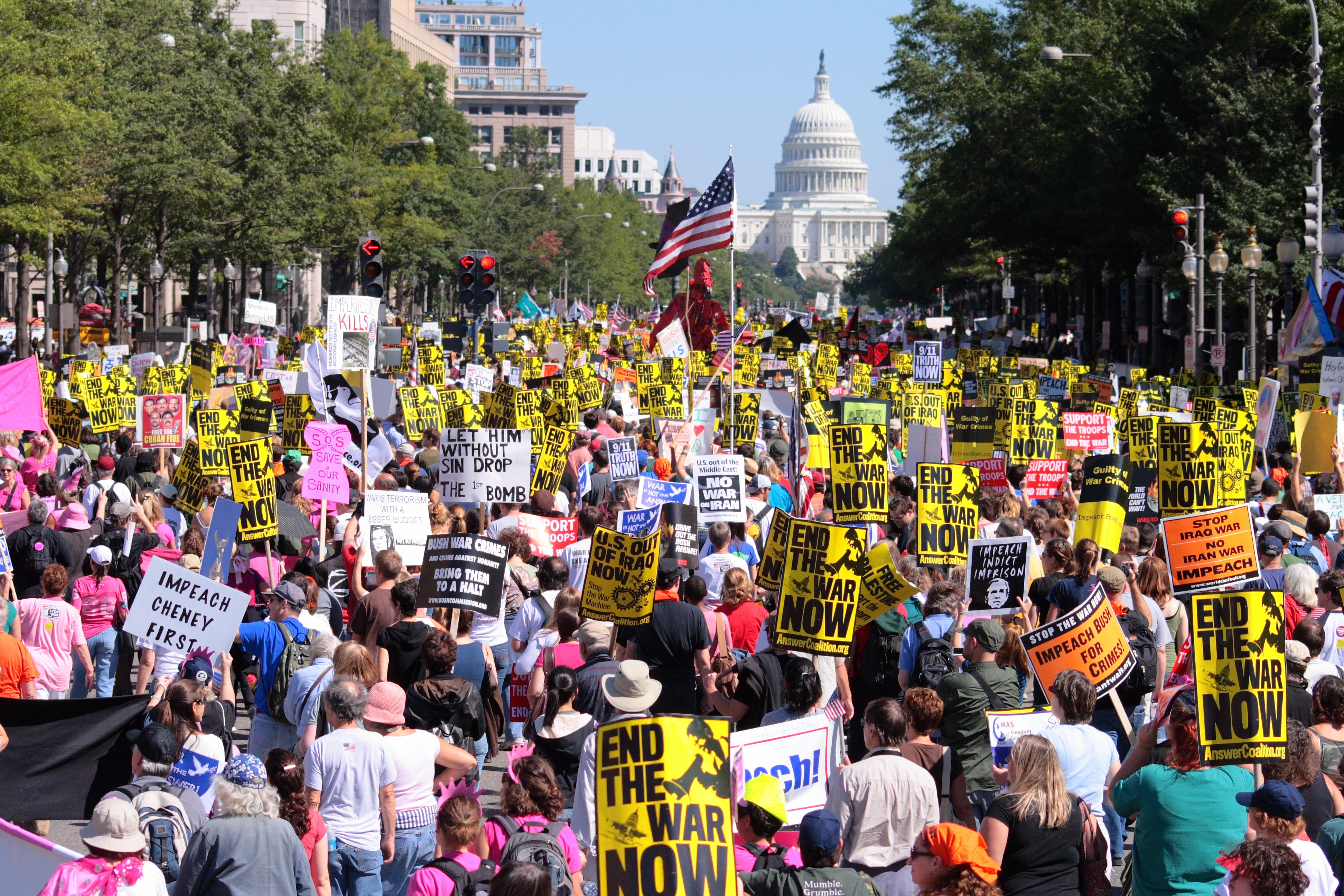
2007年9月15日美國的反戰遊行。

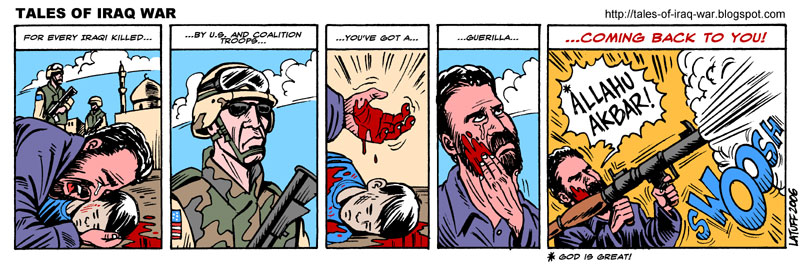
反戰漫畫。

## 反战口号
| 英文原文                                                               | 参考译文                                                       |
| ---------------------------------------------------------------------- | -------------------------------------------------------------- |
| "1,2,3,4, We don't want your oil war! 5,6,7,8, we will not cooperate!" | “1，2，3，4，我们不要你的石油战争！5，6，7，8，我们不会合作！” |
| "What do we want? Peace! When do we want it? Now!"                     | “我们想要什么？和平！什么时候？现在！”                         |
| "No blood for oil!"                                                    | “不要用鲜血换石油！”                                           |
| "This is what democracy looks like!"                                   | “这就是民主！”                                                 |
| "Hey, hey, ho, ho, Bush's war has got to go!"                          | “嗨嗨喉喉，布什的战争该收场了！”                               |
| "Support our troops, Bring them home!"                                 | “支持我们的军队，带他们回家！”                                 |
| "Bush, Blair, CIA - how many people have you killed today?"            | “布什，布莱尔，中情局——你们今天杀了多少人？”                   |
| "Bush lied, people died."                                              | “布什撒谎，人民伤亡。”                                         |
| "We don't want your bloody oil!"                                       | “我们不要你那沾了血的石油！”                                   |
| "Bush says war, we say no!"                                            | “布什说要战争，我们说不！”                                     |

## 反战游行

### 2003年3月20日
在美国正式宣布对伊拉克开战后，全球有大批反战人士举行示威抗议活动。
在美国，多个城市爆发了反战游行。这些城市包括：华盛顿、芝加哥、旧金山以及波特兰。示威者在市中心进行抗议，希望能够让整座城市瘫痪。最后全美有超过2000人被捕。在波士顿和亚特兰大等城市的游行则更为和平。而在其他一些城市，有反示威的活动，宣布支持政府的决定。这些人大部分都是国家防卫队的成员。
大约有300人在旧金山联邦政府大楼门外抗议。很多示威人士甚至在街道旁和广场上呕吐。游行的发言人告诉记者，这种行为是告诉政府，对伊拉克的战争使他们感到“恶心”。有7个示威人士由于试图阻挡20名联邦雇员和访客进入大楼而被逮捕。
在费城有100多名反战人士由于试图阻挡他人进入联邦大楼而被逮捕。
在当地时间3月20日早晨，全德国各地都有学生同时举行反战示威。在柏林有大约2万人，斯图加特有15,000人。在德国的其他城市，诸如海德堡、莱比锡和法兰克福等地也有示威活动。在瑞士有4万名学生举行游行。意大利的公共服务工会宣布举行罢工。在埃及开罗有4000人举行抗议。卢森堡大约有15,000人走出校园，在美国大使馆门外抗议。
当天下午，欧洲的多个城市举行了反战游行。德国柏林有6万人抗议。在3月20日，全德国总共大约有20万人参加了抗议活动。在法国巴黎，2万人在美国大使馆外集会。希腊有15万人举行抗议活动。

### 2003年3月21日
美国各大城市继续举行反战示威活动：西雅图、波特兰、亚特兰大、旧金山和洛杉矶都相继有反战示威。在旧金山和洛杉矶，游行人群还阻碍了城市部分地区的交通。

### 2003年3月22日/3月23日
全球反战在各地陆续爆发。西班牙巴塞罗那有15万人（游行组织宣称有100万人）；英国伦敦有超过10万人（游行组织宣称有50万人）；法国巴黎有10万人示威；在德国的多座城市至少有15万人游行；葡萄牙的里斯本大约有35,000到90,000人；希腊、丹麦、瑞士和芬兰也大约有1-2万人。
有报导称在中东的巴林，继续有警民的冲突发生。

### 2003年3月24日
德国汉堡大约有2万名学生举行反战游行。游行中，警方和游行队伍在一幢美国的大楼门前发生冲突。被警方推挤的学生向警方扔石头还击，而警方则动用了高压水枪。该事件也引起了当地关于警察权力滥用的问题的讨论。
下午，大约有5万人在莱比锡举行游行。这次游行是在教会每周一举行的例行祈求和平祷告结束之后开始的。当地每周一经常会有类似的和平请愿活动。1989年的一次类次游行曾将间接导致了东德政府的垮台。此次每周一的反战游行得到了教会、工会和其他民权组织的支持。
在德国柏林等其他城市，在当天下午也有反战游行的报道。
在罗马、米兰、都灵以及意大利其他城市，成千上万的学生和老师罢课，上街示威反战。教师工会宣布，当天全国大约60%的学校停课。这次罢工是在几个星期前就策划好的，原本是为了反对一个学校改革的法案，但最后却成为反战游行。
400名示威群众试图进入澳大利亚议会，要求与总理約翰·霍华德见面，但遭到警方阻止。
在印度的一个邦，一群毛泽东主义（毛派）人士砸毁了贩卖可乐的商店。当天在印度尼西亚也有人在美国政府大楼外示威，并砸毁了一家美式快餐店。
在埃及，开罗的两个大学中的12,000名学生举行游行。在泰国曼谷也有3,000人举行游行。
在巴西里约热内卢，150人向美国大使馆投掷石块。他们同时还袭击了一家麦当劳快餐店，还朝一家由政府控制的银行投掷石块甚至开火。事件中有5人被逮捕。

### 2003年3月25日
叙利亚有大约10万人上街举行反美国、反英国和反以色列的示威活动。此次示威活动得到叙利亚政府的支持。
在孟加拉国，有6万人举行示威游行。
在韩国，国会门前也爆发了反对韩国派兵参战的游行示威活动。

### 2003年3月28日
在战争的第二周，全球反战活动继续进行。在伊朗德黑兰，有1万名伊朗人在政府的支持下举行反战示威。埃及的开罗有大约5-8万示威的人士，在回教星期五的祈祷结束后开始游行，反对战争。
在美国纽约，和平主义者阻挡了第五大道。200人由于在洛克菲勒中心外躺在地上阻碍交通而被逮捕。在哥伦比亚波哥大美国大使馆门外爆发了激烈的冲突。阿尔及利亚、巴林、巴勒斯坦、韩国和巴基斯坦等国也爆发了反战游行和示威活动。在澳大利亚，警方禁止游行活动。在德国，学生反战示威继续进行。

### 2003年3月30日
中国大陸首次举行反战游行示威活动。当天在北京先后有3个示威团体在不同地点集会反战。第一个团体主要由驻北京的外国人参与，大约有200名示威人群从北京使馆区的一个公园出发，向美国駐華大使馆行进并派发传单，反对战争。